# Neoparlaspis myrciariae
Neoparlaspis myrciariae är en insektsart som beskrevs av Hempel 1934. Neoparlaspis myrciariae ingår i släktet Neoparlaspis och familjen pansarsköldlöss. Inga underarter finns listade i Catalogue of Life.